# Long Island (Massachusetts)
Long Island ist eine Insel im Boston Harbor. Sie liegt 7,33 mi (11,8 km) vom Bostoner Stadtzentrum entfernt auf dem Gebiet des Bundesstaats Massachusetts der Vereinigten Staaten. Sie wird von der Stadt Boston verwaltet und ist Teil der Boston Harbor Islands National Recreation Area.

## Geographie

### Geologie
Die Insel besteht aus drei Drumlins, die eine Höhe bis zu 95 ft (29 m) erreichen. Das nordöstliche Ende wird als Long Island Head, das südwestliche als West Head und ein kleiner Bereich im Südosten als Bass Point bezeichnet. An der Westseite der Insel gibt es Marschland mit Trinkwasser. Um die Insel herum befinden sich ausgedehnte Wattgebiete.

### Flora und Fauna
Auf Long Island wachsen eine große Fülle kultivierter und naturbelassener Pflanzen. Die ältesten Bäume, darunter Schattenbäume und Überreste eines Gartens mit Apfelbäumen, stehen auf dem Gelände des Long Island Campus, darüber hinaus gibt es viele Zierpflanzen und ausdauernde Pflanzen.
Bis zur Schließung von Fort Strong war der Long Island Head frei von Baumbewuchs, wird nun aber zunehmend von Rhus und Pappeln besiedelt. An der Ostseite der Insel gibt es einen ausgedehnten Kiefernhain, die höchstwahrscheinlich in den 1930er Jahren vom Civilian Conservation Corps gepflanzt wurden. Das Marschland im Südwesten bietet Lebensraum für eine Reihe unterschiedlicher Pflanzen. Ein Gemeinschaftsgarten sowie die Baumschule des Friends of the Boston Harbor Islands Revegetation Project tragen ebenfalls zur botanischen Diversität auf der Insel bei.
Die Tierwelt der Insel ist noch Gegenstand wissenschaftlicher Untersuchungen.

## Geschichte
Die Insel wurde wahrscheinlich bereits lange vor der europäischen Besiedlung von den Indianern genutzt. Zur Kolonialzeit ging das Eigentum auf die Stadt Boston über, die sie wiederum an Landwirte verpachtete. Während des King Philip’s War wurden christliche Indianer von Deer Island umgesiedelt, um die Überbevölkerung und Hungersnot abzumildern. Zur Zeit der amerikanischen Revolution errichteten die Patrioten Verteidigungsanlagen auf Long Island.
1794 wurde ein erster Leuchtturm installiert, der 1819 durch einen Neubau ersetzt wurde. Später musste er versetzt werden, um Platz für Befestigungsanlagen zu schaffen. Auch während des Sezessionskrieges wurde die Insel für militärische Zwecke genutzt und mit umfangreicher Bewaffnung ausgerüstet. Zum Ende des 19. Jahrhunderts errichtete die Stadt Boston Einrichtungen der Fürsorge auf der Insel, darunter ein Armenhaus, ein Heim für ledige Mütter, ein Krankenhaus für chronische Krankheiten und eine Krankenpflegeschule.
Der Leuchtturm Long Island Head Light wurde 1987 in das National Register of Historic Places eingetragen.

## Sehenswürdigkeiten
Der hoch aufragende Wasserturm auf dem zentralen Drumlin der Insel liefert Wasser und Wasserdruck für Hydranten in der Umgebung. Der mit einem rot-weißen Schachbrettmuster bemalte Turm wird von der FAA als Navigationspunkt beim Anflug auf den Logan International Airport benutzt. Die Wasserleitungen des Fort Strong müssen noch weiter erforscht werden.
Die Insel ist nur teilweise öffentlich zugänglich. An der Spitze der Squantum-Halbinsel in Quincy befinden sich ein Wachhaus und Zugangstor zur 3.050 ft (929,6 m) langen, zweispurigen Stahlbrücke, die Long Island mit Moon Island verbindet. Auf der Insel gibt es eine 1,2 mi (1,9 km) lange, befestigte Straße, die vom Damm bis zum Gelände des Krankenhauses reicht, sowie insgesamt etwa 2 mi (3,2 km) weitere Straßen.
Die Geschützbatterien am nördlichen Ende der Insel bergen verschiedene Gefahren, unter anderem offene Einsackstellen, erodierte Stufen sowie zerstörte Leitern und Handläufe. Leerstehende und zerfallende Gebäude auf dem Gelände von Fort Strong bergen ebenfalls Sicherheitsrisiken. Der Viadukt verfügt über keinen Gehweg.

### Gebäude
Auf der Insel befinden sich unter anderem folgende Gebäude:
- Raketensilo für Nike-Raketen (leerstehend)
- Luftqualität-Messstation der Bostoner Umweltschutzbehörde
- Bauernhof
- Gewächshäuser
- Wäschereigebäude
- Werkstatt
- Feuerwache
- Labor und Leichenhalle (leerstehend)
- Verbrennungsanlage (leerstehend)
- Kraftwerk
- Verwaltungsgebäude
- Abwasserreinigungsanlage
- Long Island Head Light

### Befestigungsanlagen
- Fort Strong
- Geschützbatterie Ward
- Geschützbatterie Hitchcock
- Geschützbatterie Drum
- Geschützbatterie Bassinger
- Geschützbatterie Smyth
- Geschützbatterie Taylor
- Geschützbatterie Stevens

### Weitere Bauwerke
- Viadukt (nicht für die Öffentlichkeit zugänglich)
- Pier (nicht für die Öffentlichkeit zugänglich)
- Bürgerkriegsdenkmal und Friedhof
- Friedhof des Krankenhauses
- Wasserturm
- Nicht gekennzeichneter Friedhof
- Ventilschaft der Massachusetts Water Resources Authority
- Uferbefestigung aus Granitblöcken